# Eckard von Dersch

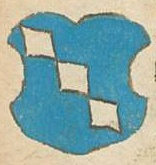
Familienwappen des Bischofs Eckard von Dersch, aus der „Wormatiensis Chronici“, von Georg Helwich, 1614

Eckard von Dersch, oftmals auch Ders (* um 1324; † 14. Mai 1405 in Ladenburg) war von 1371 bis zu seinem Tode 1405 Bischof von Worms.

## Leben und Wirken
Er entstammte dem nordhessischen Adelsgeschlecht von Dersch und erwarb den akademischen Grad eines Baccalaureus der Theologie. Mit dem französischen Kardinal Raymond de Canillac (1300–1372) verband ihn eine Freundschaft.
In den 1360er Jahren wird Dersch als Mitglied der Domkapitel von Mainz und Speyer genannt, ebenso war er Stiftspropst von St. Viktor vor Mainz und besaß eine Pfründe am Stift St. Peter und Alexander in Aschaffenburg.
Als der Wormser Bischof Johann Schadland 1371 nach Augsburg wechselte, wählte ihn das Domkapitel zu seinem Nachfolger. Damals amtierte er auch als Propst des Paulsstifts in Worms. Papst Gregor XI. ernannte Eckard von Dersch daraufhin am 11. August 1371 zum Bischof von Worms. Er war ein Wunschkandidat des Papstes und ebenso von Kaiser Karl IV. Bei der Wahl dessen Sohnes Wenzel zum deutschen König am 10. Juni 1376 in Frankfurt am Main, war Bischof Dersch persönlich anwesend und wurde in der Folge zweimal als Consiliarius (Beauftragter) des Königs zum Papst entsandt. Bei der zweiten Romreise wurde der Wormser Bischof Zeuge der tumultuarischen Ausschreitungen anlässlich der Wahl von Papst Urban VI., 1378.
Mit der Stadt Worms befand sich der Bischof in heftigen Streitigkeiten, wegen mutwillig erhobener Zölle und Steuern für die Geistlichkeit. In diesem Zusammenhang plünderten städtische Söldner 1385 das Cyriakusstift und misshandelten Geistliche, weshalb der Papst das Interdikt über die Stadt verhängte. 1386 kam es zwar zu einem Ausgleich zwischen beiden Parteien, das Interdikt erlosch, wurde aber nach einem Aufflammen des Streites 1404 vom Bischof erneuert und dauerte bei seinem Tode noch immer an.
Nikolaus von Wiesbaden, der spätere Speyerer Bischof, war unter Eckard von Dersch Domkustos von Worms; beide verband eine Freundschaft. Nikolaus von Wiesbaden, Berater des Kurfürsten Ruprecht I. von der Pfalz, initiierte mit diesem zusammen auf dem Frankfurter Reichstag von 1376 den sogenannten Urbansbund. Er diente zur Unterstützung von Papst Urban VI. gegen seinen Kontrahenten Clemens VII. im Großen Abendländischen Schisma. Auch Eckard von Dersch gehörte zum Umfeld dieser Gruppierung, publizierte 1383 eine Schrift zur Unterstützung des Papstes und erteilte Nikolaus von Wiesbaden am 12. Juli 1388 die Bischofsweihe, nachdem ihn der Pontifex zum Speyerer Oberhirten bestellt hatte.
Der Theologe Heinrich von Langenstein (1325–1397), ein starker Verteidiger Papst Urbans, war ebenfalls mit Bischof Dersch befreundet. Er hatte wegen des Schismas die Pariser Sorbonne-Universität verlassen müssen, da sie der Gegenseite anhing, und fand 1383 bzw. 1384 im Bistum Worms Zuflucht.
Aus dem Kreis um Nikolaus von Wiesbaden, Heinrich von Langenstein und Eckard von Dersch ging offenbar auch die Anregung zur Gründung der Universität Heidelberg (1386) durch Kurfürst Ruprecht I. aus. Sie sollte ein geistiges Zentrum im Kampf wider das Schisma und das Avignoner Gegenpapsttum sein. Das Kanzleramt der neuen Universität wurde an die Würde des Wormser Dompropstes gekoppelt, zu jener Zeit Konrad von Gelnhausen (1320–1390), ein Vertrauter des Bischofs Dersch und der gleichen Geistesrichtung wie er angehörend. Die Zeitschrift Ruperto Carola, eine offizielle Publikation der Heidelberger Universität, nennt Eckard von Dersch einen geistigen Mitbegründer und Gönner der Hochschule.
Dietmar Wale von Waldeck, der Neffe des Bischofs Eckard fungierte als sein Generalvikar, später auch als Domherr in Speyer. Zwei weitere Neffen des Wormser Oberhirten, Johannes und Heinrich von Dersch amtierten ebenfalls als Domherrn in Speyer.
Bischof Eckard von Dersch starb am 14. Mai 1405. Die Wormatiensis Chronici von Georg Helwich 1614 nennt Ladenburg als Todesort. Er wurde in aller Stille, ohne äußerliche Feierlichkeiten, im Chor des Wormser Domes beigesetzt, da über die Stadt noch das Interdikt andauerte. Sein Nachfolger wurde Matthäus von Krakau, ebenfalls ein strikter Verteidiger der römischen Papst-Obödienz.